# Glödbergstunneln
Glödbergstunneln är en järnvägstunnel genom ett berg norr om småorten Nyåker i Nordmalings kommun. Tunneln öppnades för trafik 1995. Den 1,7 km långa enkelspåriga tunneln är en del av Stambanan genom övre Norrland och som kompletteras vid behov av den gamla enkelspåriga sträckningen genom Nyåker.